# Maer
Maer — российская компания, один из крупнейших операторов наружной рекламы. Специализируется на цифровых конструкциях среднего (суперсайты) и крупного сегмента (медиафасады, крышные конструкции).

## История
Компания основана в 2003 году в Екатеринбурге. Головной офис находится в Москве. Основателем и генеральным директором является Константин Майор. На 2020 год имеет медиафасады в 12 городах России: Волгограде, Екатеринбурге, Москве, Нижнем Новгороде, Новосибирске, Перми, Самаре, Санкт-Петербурге, Сочи, Тюмени, Уфе, Челябинске. Суперсайты 5×15 метров расположены в Московском регионе на МКАД, Ленинградском, Новорижском, Новорязанском, Рублёво-Успенском и других шоссе. По доле рынка в Москве занимает четвёртое место в среднем сегменте и второе место в крупном сегменте. По количеству медиафасадов занимает второе место в Москве и первое в регионах. По данным измерителя AdMetrix, по площади медиафасадов занимает лидирующее положение в России. До 2020 года называлась Maer Group.
В 2018 году Maer приобрёл оператора наружной рекламы AdLine, владеющего сетью из 35 цифровых экранов в Московской области. В 2019 году совместно с «Яндексом» и Mail.ru Group открыл продажи цифровой наружной рекламы через программатик-платформы «Яндекс.Директ» и myTarget.
Одно из направлений холдинга — Maer Digital, которое совместно с платформой кроссмедийной рекламы All in One Media развивает технологические продукты DOOH и технологию O2O (offline-to-online). O2O в рамках одной кампании объединяет наружную и онлайн-рекламу: медиафасады и суперсайты Maer оборудованы Wi-Fi-сканерами, которые считывают MAC-адреса устройств, находящихся в непосредственной близости от рекламной конструкции. После этого на устройствах может быть показана та же реклама, которую пользователь  видел на наружных экранах. Ещё один продукт компании — синхронизация показа наружной рекламы и роликов на радио.
В 2019 году Maer вошёл в рейтинг топ-50 лучших рекламных агентств России. Лауреат Национальной премии бизнес-коммуникаций 2019 за разработку технологии O2O. В 2019 году генеральный директор компании Константин Майор получил премию «Медиаменеджер России» в номинации «Рекламные и маркетинговые коммуникации» с формулировкой «За выход на новые рынки наружной рекламы в среднеформатной нише, закрепление лидирующих позиций в премиальном секторе, внедрение передовых технологий». В 2020 году Константин Майор стал медиаменеджером года в категориях «Руководитель рекламного агентства» и «За освещение темы».
Лауреат конкурсов MIXX Russia Awards и Tagline Awards за проект со Сбербанком, премий «Спорт и Россия» за продвижение лыжной «Гонки Легкова», которую организует олимпийский чемпион Александр Легков, «Лучшие социальные проекты России», «Время инноваций», Digital Leaders. По итогам премии «Рекорды рынка недвижимости 2020» компания признана оператором наружной рекламы № 1.
В 2020-м компания запатентовала несколько технологических решений для цифровой наружной рекламы, среди которых операционная система для Wi-Fi-снифферов, система хранения, аналитики, предоставления MAC-адресов и программатик-платформа, объединённая с платформой клиентских данных (CDP) и работающая по технологии O2O.
15 января 2020 года Maer на всех своих экранах одновременно транслировал тезисы послания президента России Федеральному собранию. Проект широко освещался в российских СМИ, а фотография санкт-петербургского медиафасада была использована для иллюстрации на сайте американской газеты The New York Times.
Член АКАР, IAB Russia и Международной рекламной ассоциации (IAA).
Среди клиентов компании большое количество российских и зарубежных брендов: туристические — Coral Travel и Анекс тур, автомобильные — Kia Motors, Lexus, Mercedes-Benz, Toyota, Volkswagen, а также Indesit, restore:, Royal Dutch Shell, S7 Airlines, Sony, Сбербанк, ТНТ и другие.
Всего компания владеет примерно 400 рекламными поверхностями крупного формата общей площадью более 300 000 м² в 40 регионах России.

## Владельцы
27% ООО «Маер групп» владеет Константин Майор, еще 73% у АО «Регион Пром», учредители которого скрыты.
Выручка ООО «Маер групп» за 2023 год составила 4,3 млрд руб., чистая прибыль — 352 млн руб. 

## Галерея

Медиафасад на гостинице «Салют» в Москве
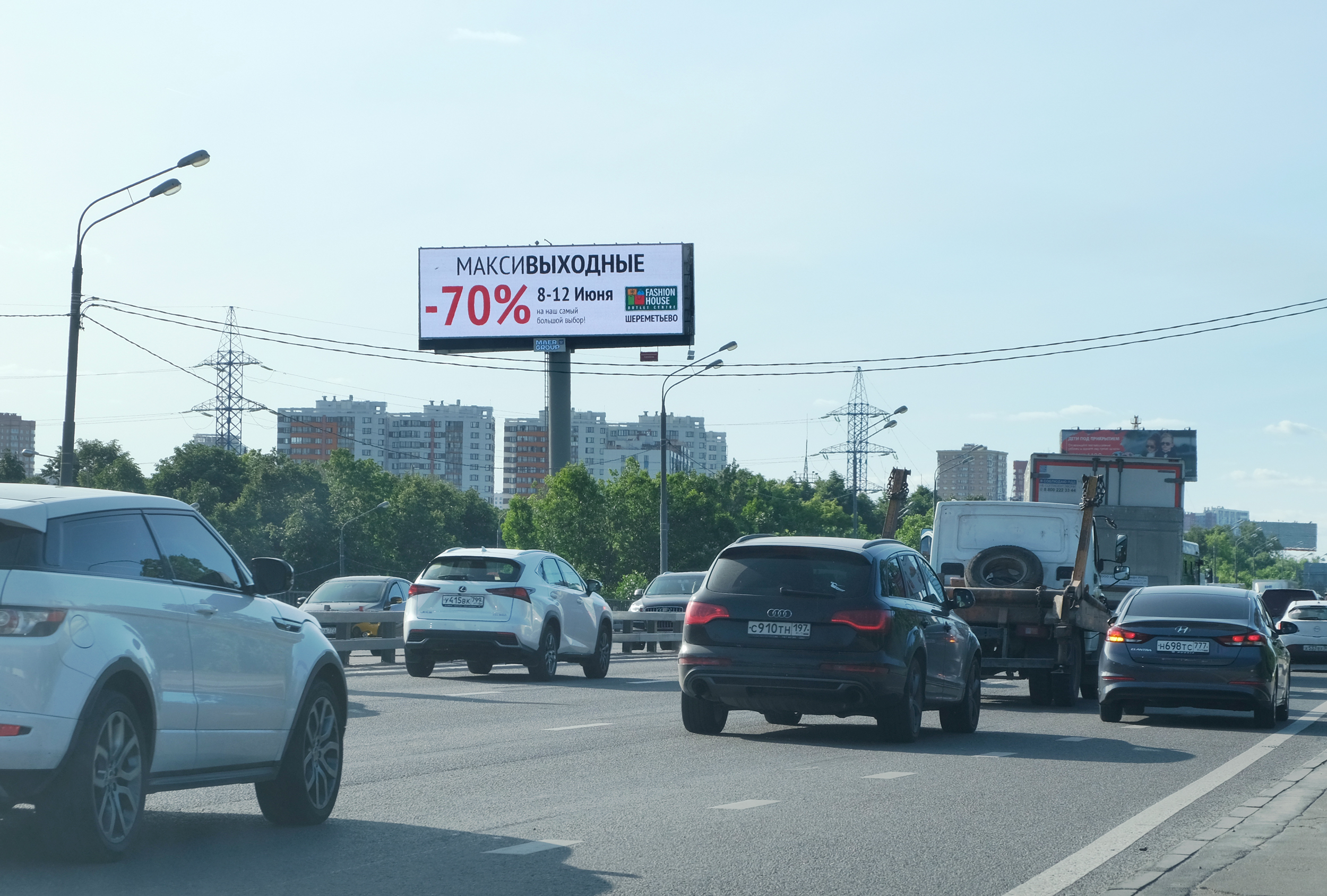
Суперсайт на Ленинградском шоссе
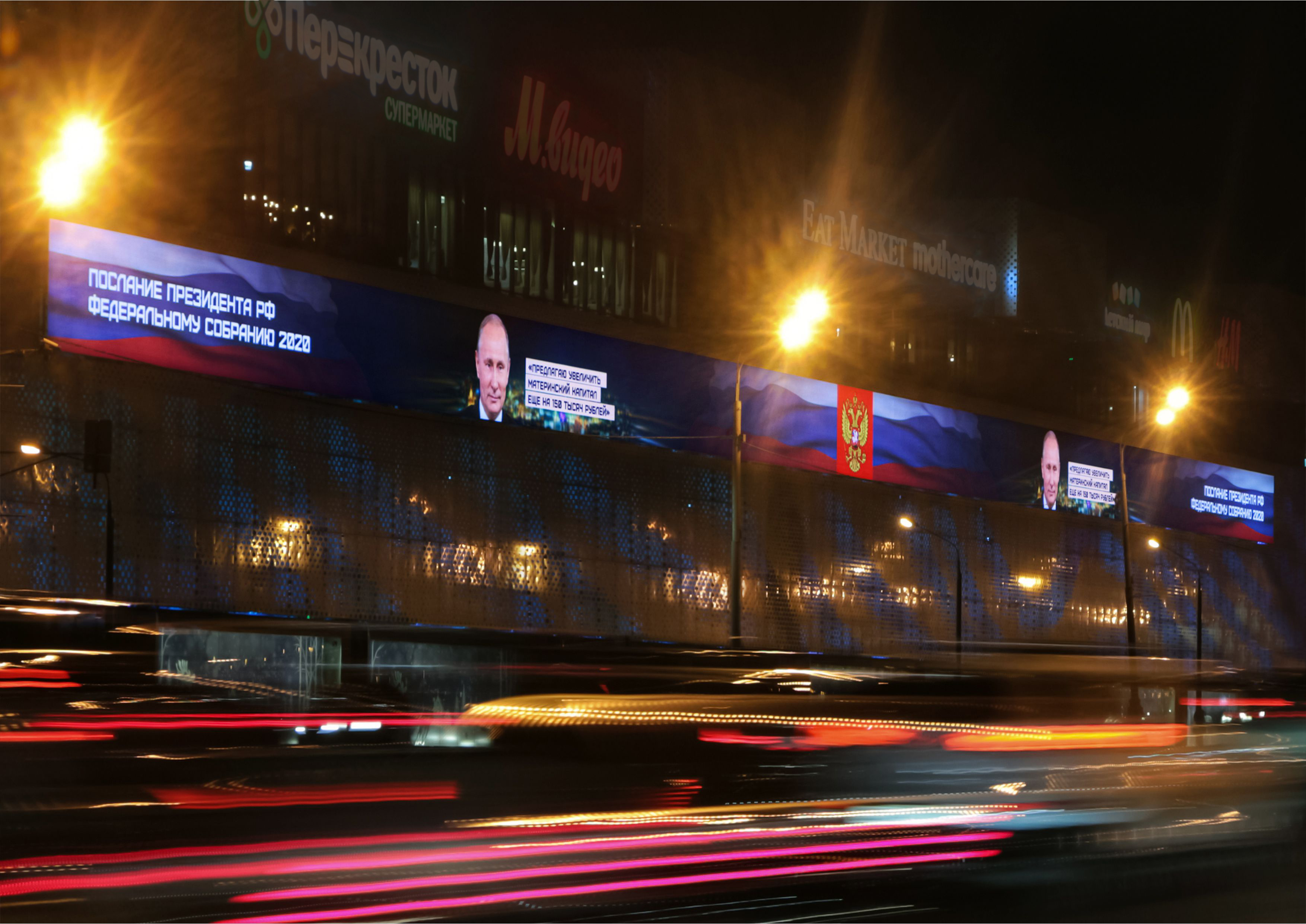
Медиафасад на ТРЦ «Океания» в Москве во время трансляции послания президента России Федеральному собранию